# Poobčnoimenjenje
Poobčnoimenjenje ali apelativizacija je v jezikoslovju pojav, ko lastno ime, največkrat ime blagovne znamke ali izdelka, postane občno ime (na primer kalodont v pomenu 'zobna pasta', pri čemer je bila ta beseda prvotno lastno ime zobne paste znamke Kalodont). Pri tem se spremeni tudi zapis začetnice; lastna imena zapisujemo z veliko začetnico (Kalodont), občna imena pa z malo (kalodont). Poobčnoimenovanje nastane zaradi razširjenosti uporabe določenih izdelkov oziroma blagovnih znamk in največ takšnih primerov je s področja hrane in pijače ter osebne higiene. Funkcija lastnega imena s poobčnoimenjenjem preide iz sredstva za označevanje individualnega v sredstvo za označevanje vrstnega. Gre za pomemben način način širjenja občnega besedišča jezika. V nekaterih primerih imena znamk ali izdelkov niso več aktualna, generični pomen pa se je ohranil (armafleks, goreteks, gustin, siporeks).
Obrnjeni proces je oninimizacija in pomeni prehajanje občnoimenskih poimenovanj med lastna imena. Tak primer so v okviru Evropske unije pravno zaščitena poimenovanja različnih kmetijskih pridelkov in živil, kot je prekmurska gibanica / Prekmurska gibanica.

## Primeri
- aspirin 'protibolečinsko zdravilo' – zdravilo pod zaščitenim imenom Aspirin[5]
- celofan[2]
- džip 'terensko osebno vozilo' – ameriška avtomobilska znamka terenskih vozil Jeep
- kalodont 'zobna pasta' – zobna pasta znamke Kalodont[4][1]
- karavan 'karoserijska oblika avtomobilov' – Oplovo poimenovanje karavanskih različic, na primer Opel Kadett Caravan
- imbus 'vrsta orodja' – podjetje Inbus[6]
- jogi ‘vzmetnica’[1]
- pips[2]
- radenska 'gazirana voda' – slovenska znamka gazirane vode Radenska
- selotejp ‘samolepilni trak’[1]
- superge[1]
- šeleshamer ‘trši risalni papir’ – znamka papirja zahodnonemške tovarne Schoellershammer[2]
- tetrapak[2]
- vileda[1]
- žiletke[1] – ameriška znamka brivnikov Gillette